# 2867 Šteins
2867 Šteins è un asteroide della Fascia principale. Appartiene alla poco comune classe spettrale E, che raccoglie asteroidi di ridotte dimensioni che orbitano principalmente nella parte interna della fascia principale e che probabilmente hanno avuto origine dal mantello di asteroidi di grandi dimensioni, distrutti in tempi remoti.
Presenta un'orbita caratterizzata da un semiasse maggiore pari a 2,3634195 au e da un'eccentricità di 0,1458624, inclinata di 9,94544° rispetto all'eclittica. Ha una forma irregolare, che ricorda quella di un diamante. La sua superficie è caratterizzata da un grande cratere di 2,1 km di diametro e da una catena di sette crateri. Sono stati contati 23 crateri con un diametro superiore ai 200 m, testimonianza di una complessa storia di impatti. Tuttavia, nel complesso, si nota che il numero dei crateri di piccole dimensioni (di diametro inferiore ai 0,5 km) è inferiore rispetto a quanto teoricamente previsto. Ciò è stato spiegato da Keller et al. come conseguenza dell'effetto YORP avvenuto sull'asteroide, che ha determinato lo scorrimento dello strato superficiale ed il riempimento dei crateri più piccoli. Un risultato simile era stato precedentemente registrato nei rilevamenti della superficie di 433 Eros.
L'assenza di rilevanti variazioni nel colore della superficie lascia supporre una composizione omogenea dell'asteroide, mentre la presenza di numerosi crateri di grandi dimensioni suggerisce che non presenti una struttura monolitica, ma si componga di un cumulo di detriti.
Fu scoperto da Nikolaj Stepanovič Černych il 4 novembre 1969 ed è dedicato a Kārlis Šteins.
È stato visitato il 5 settembre 2008 dalla sonda Rosetta, transitata ad 800 km dalla sua superficie.